# Der gute Hirte (Großtöpfer)

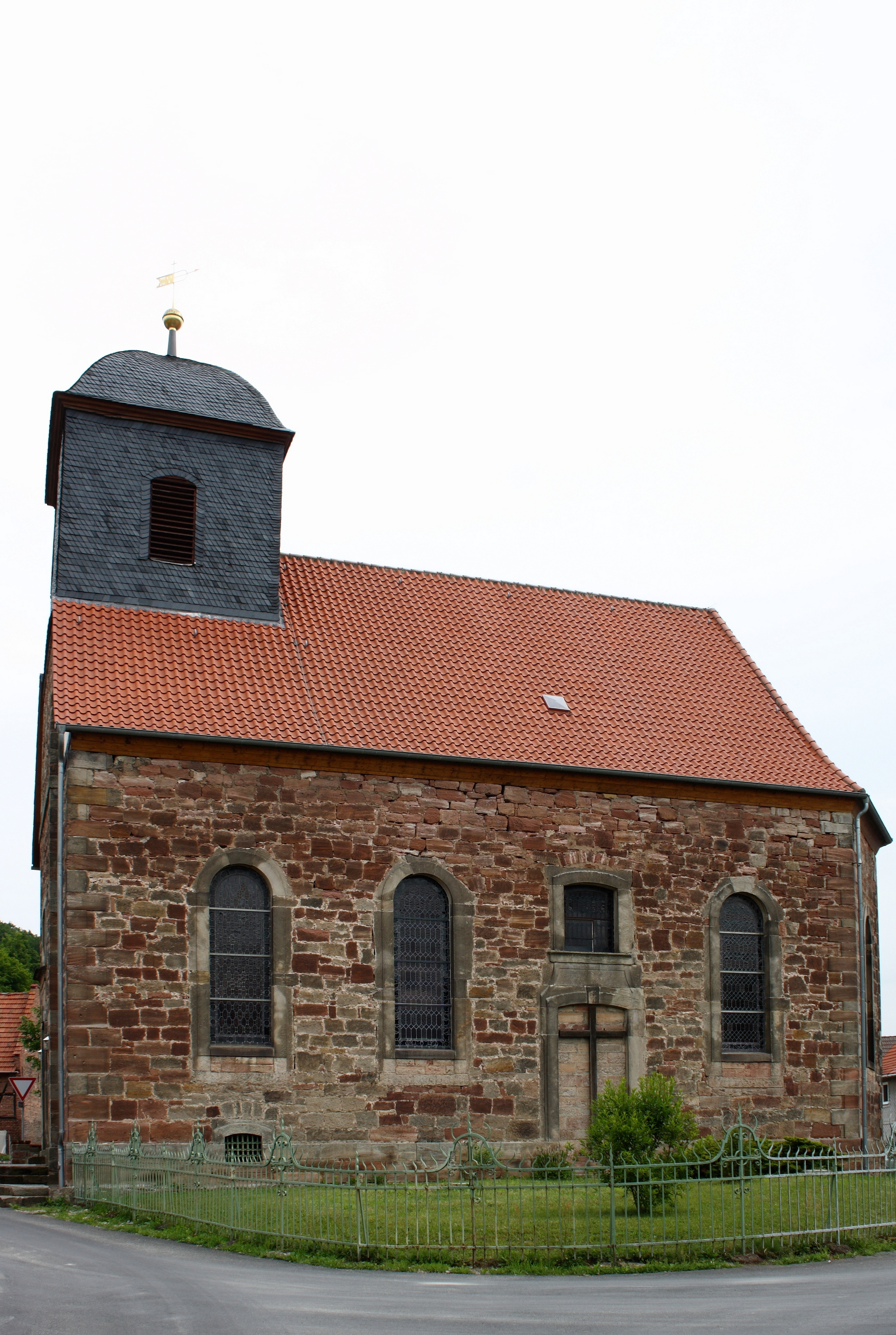
Großtöpfer, Kirche Der gute Hirte

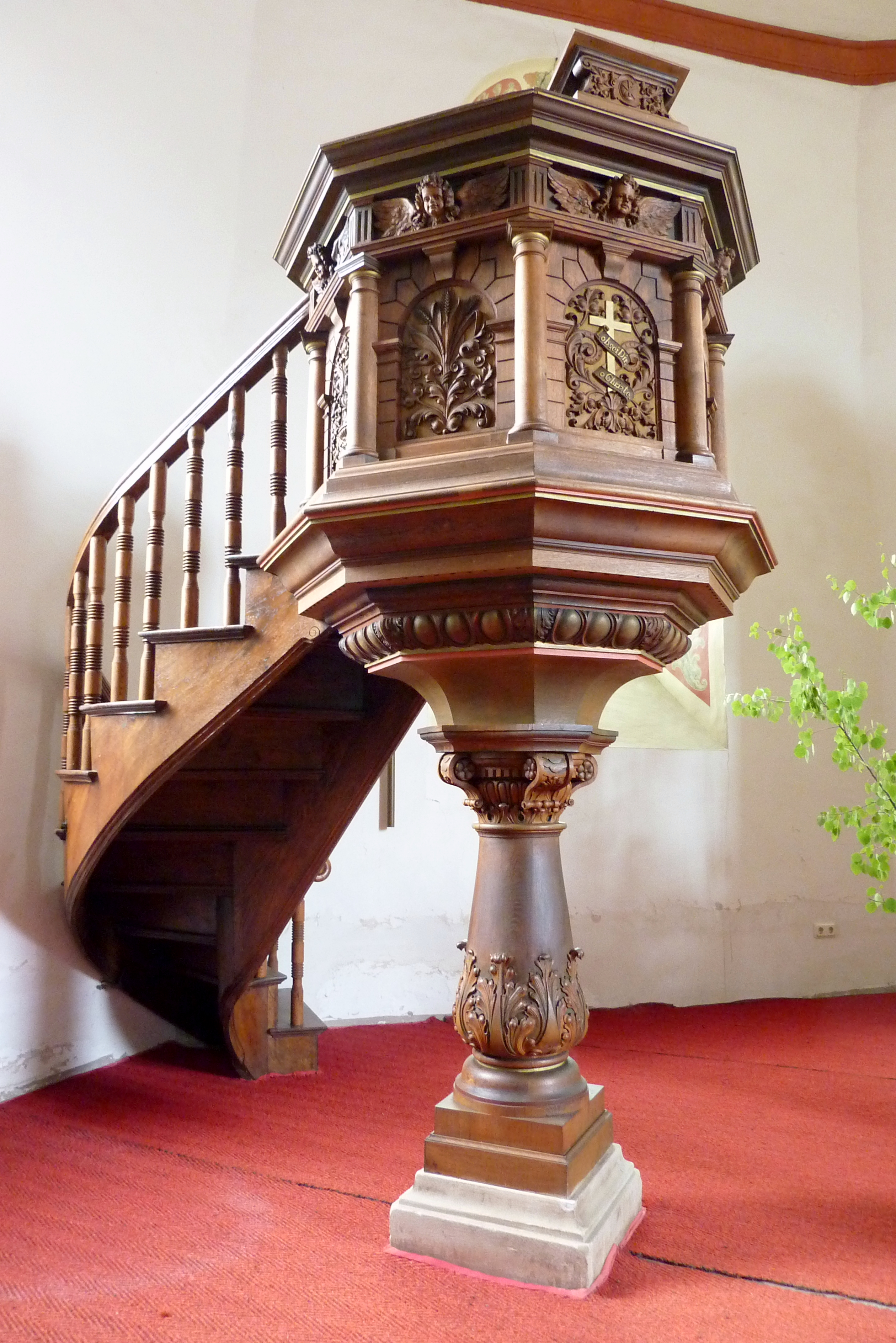
Kanzel

Die evangelisch-lutherische Kirche Der gute Hirte steht am Paradiesweg 1 in Großtöpfer, einem Ortsteil von Geismar im Landkreis Eichsfeld in Thüringen. Die Kirchengemeinde Großtöpfer gehört zur Pfarrei Großtöpfer im Kirchenkreis Mühlhausen der Evangelischen Kirche in Mitteldeutschland.

## Geschichtlicher Hintergrund
Das Patronatsrecht über die erste Kirche in Großtöpfer gehörte jahrhundertelang dem Stift St. Cyriakus in Eschwege. 1568 ist die dem hl. Petrus geweihte Kirche an die Protestanten übergegangen. Seit dieser Zeit war die Mehrzahl der Dorfbewohner evangelisch, die wenigen Katholiken mussten nach Geismar oder auf den Hülfensberg zum Gottesdienst gehen. In der Mitte des 18. Jahrhunderts wurde die heute bestehende Kirche gebaut, am Westgiebel mit Dachreiterturm sind in der Wetterfahne die Jahreszahl 1775 und ein Hansteinischer Halbmond abgebildet. 1901 wurde mit dem Bau der katholischen Kirche begonnen.

## Beschreibung
Die vierachsige, rechteckige Saalkirche wurde 1772 bis 1775 mit dreiseitigem Schluss des Chores und Dachturm im Westen errichtet. Sie ist in steinsichtigem Natursteinmauerwerk gebaut. Der Dachturm und seine Haube sind schiefergedeckt. Der Innenraum hat dreiseitig umlaufende Emporen und ist mit einem flachen Gewölbe überspannt. An der Westseite befinden sich zwei Grabsteine eines Ehepaars mit einer Inschrift und dem Datum 1605. Daneben ist das Hansteiner Wappen zu sehen.
Die Orgel mit 9 Registern, verteilt auf ein Manual und ein Pedal, wurde 1898 von Friedrich Petersilie gebaut und um 1930 von Gustav Kühn umgebaut.